# Esbo tingsrätt
Esbo tingsrätt (finska: Espoon käräjäoikeus) var en tingsrätt i Finland. Tingsrätten låg under Helsingfors hovrätt. Esbo tingsrätt ersättes med större Västra Nylands tingsrätt år 2019. Till Esbo tingsrätts domkrets hörde Esbo stad och Grankulla stad. Esbo tingsrätt skötte också utsökningsärenden i hela västra Nyland.